# Horror punk
Horror punk (někdy také horror rock) je hudební žánr, který v sobě spojuje gotické a punk rockové zvuky s morbidními vizemi a texty, které jsou často ovlivněny horory. Žánr je podobný a někdy zastřený deathrockem, i když deathrock má sklony víc k gothic zvuku, zatímco horror punk má sklony ke zvuku doo-wopu 50. let a rockabilly, připomínající éru rozkvetu sci-fi a hororových béčkových filmů.
Skupina Misfits je označována jako zakladatel horror punku; vydáním série singlů a EP od roku 1977 předtím než vydali své první studiové album Walk Among Us v roce 1982.
Horror hardcore je termín vytvořený Dwidem Van Hellion a označuje směs horror punku a hardcore punku. Album Earth AD skupiny Misfits a prvotní vydání následující Glenn Danzigovy skupiny Samhain vykonávala tento styl. Skupiny Septic Death a Integrity rovněž tvořily tento žánr.
Horror metal je termín označující heavy metalovou hudbu s hororovými tématy. Skupiny, které spadají pod tento styl jsou Ripper, King Diamond, Mercyful Fate, Necrophagia, The Vision Bleak, Murderdolls a Motionless in White.

## Významní interpreti[6]
- Aiden
- AFI
- Balzac
- Blaster the Rocket Man
- Calabrese
- Creeper
- The Creepshow
- The Deadlines
- Dr. Chud’s X-Ward
- Frankenstein Drag Queens from Planet 13
- The Independents
- King Diamond
- Misfits
- Murderdolls
- Nightmare Sonata
- The Other
- Rosemary’s Billygoat
- Samhain
- Screaming Dead
- Serpenteens
- Son of Sam
- Wednesday 13